# Hasselbrack

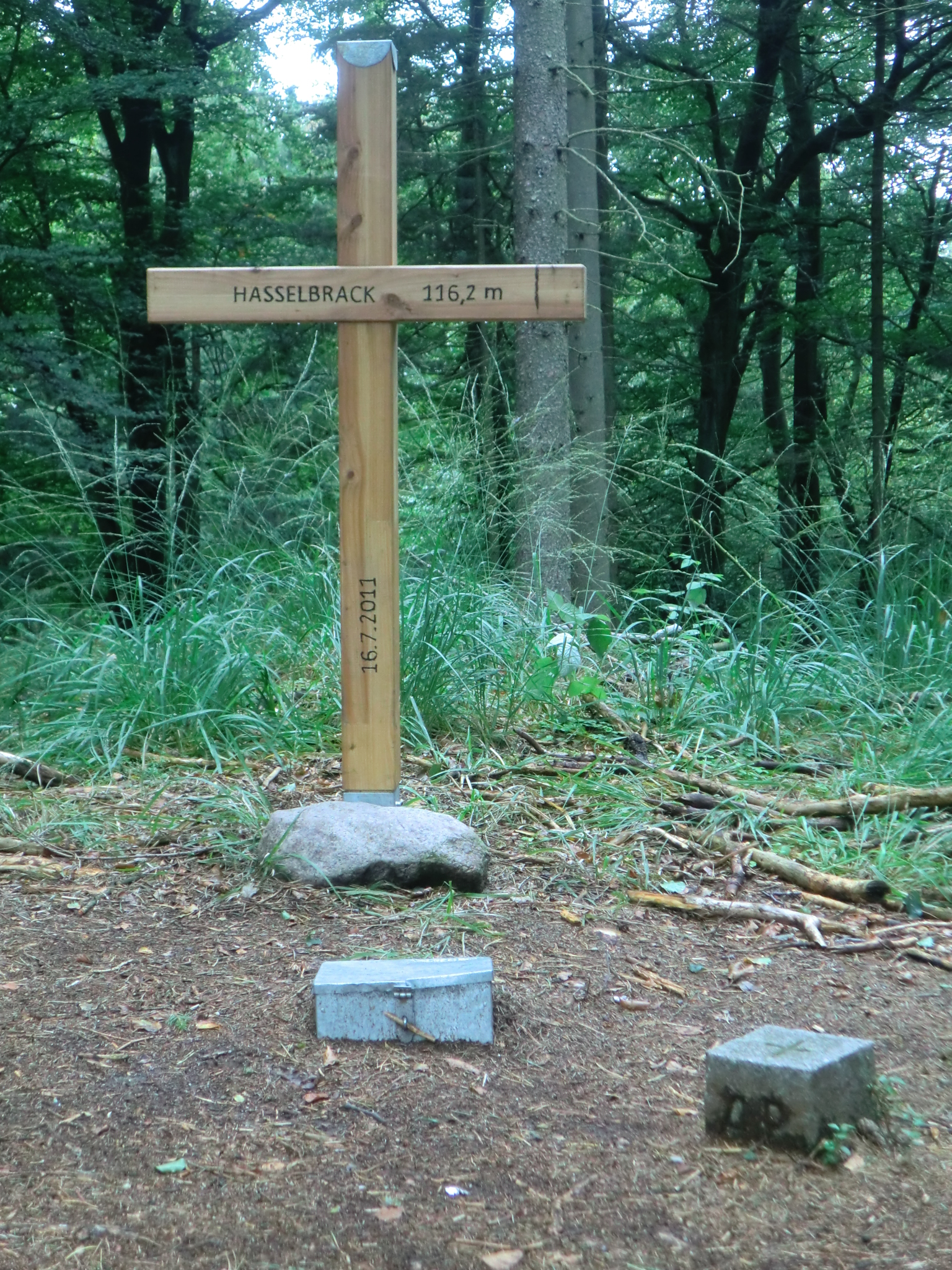
Gipfelkreuz auf dem Hasselbrack (bis 2013) mit Geocache (mittig) und trigonometrischem Punkt (vorne rechts)

Der Hasselbrack in den Harburger Bergen ist mit 116,2 m ü. NHN die höchste natürliche Erhebung in Hamburg und liegt an der Grenze zu Niedersachsen.

## Geographie

### Lage
Der Hasselbrack befindet sich an der südlichen Grenze Hamburgs zu Niedersachsen in den Schwarzen Bergen, einem Nordausläufer der Harburger Berge, im Südsüdosten der Gemarkung des Stadtteils Neugraben-Fischbek. Er liegt im Staatsforst Rosengarten an der Nahtstelle zur Daerstorfer Heide zwischen der zu Fischbek gehörenden Siedlung Waldfrieden im Norden, Neu Wulmstorf-Tempelberg im Nordwesten und Rosengarten-Alvesen im Osten.

### Naturräumliche Zuordnung
Der Hasselbrack gehört in der naturräumlichen Haupteinheitengruppe Lüneburger Heide (Nr. 64), in der Haupteinheit Hohe Heide (640) und in der Untereinheit Wilseder Endmoränen (640.0) zum Naturraum Schwarze Berge (640.00).

## Schutzgebiete
Nordnordwestlich des Hasselbracks liegt auf Hamburger Seite das Naturschutzgebiet (NSG) Fischbeker Heide (CDDA-Nr. 4384; 1958 ausgewiesen; 7,62 km² groß), das sich bis auf die Gipfelregion erstreckt. Es ist als Fauna-Flora-Habitat-Gebiet Fischbeker Heide (CDDA-Nr. 2525-301) und Buchenwälder im Rosengarten (CDDA-Nr. 2525-302) ausgewiesen. Auf niedersächsischer Seite befinden sich Teile des Landschaftsschutzgebiets Rosengarten–Kiekeberg–Stuvenwald (CDDA-Nr. 323951; 1965; 58,68 km²).

## Gipfel
Auf dem Gipfel des Hasselbracks liegt ein Trigonometrischer Punkt, der sich im Wald nur ein paar Meter neben dem dortigen Wanderweg befindet und die höchste Stelle kennzeichnet. Seit Februar 2009 existiert dort ein Gipfelbuch in einer Blechkiste, die seit 2011 auch als Geocache genutzt wird. 2011 wurde ein recht großes hölzernes Gipfelkreuz mit den Inschriften Hasselbrack – 116,2 m und 16.7.2011 errichtet. Im Frühjahr 2013 wurde das Kreuz von den Wanderfreunden Hamburg durch einen Markierungsstein aus weißem Granit ersetzt; seine Inschrift lautet: Hasselbrack, 116 m – Höchster Punkt Hamburgs.

## Verkehr und Wandern
Weil über den Hasselbrack oder knapp vorbei an ihm keine Straßen führen, ist er von den umliegenden Ortschaften nur auf Waldwegen und -pfaden zu erreichen. Etwas westlich vorbei führen der Europäische Fernwanderweg E1 und der Heidschnuckenweg.